# Kitchener-Centre
Pour les articles homonymes, voir Kitchener (homonymie).
Pour la circonscription provinciale, voir Kitchener-Centre (circonscription provinciale).
Circonscription électorale fédérale du Canada
Kitchener Centre ((en) Kitchener Centre) est une circonscription électorale fédérale canadienne située en Ontario.

## Géographie
La circonscription comprend la partie centre-nord de la ville de Kitchener.
Les circonscriptions limitrophes sont Kitchener—Conestoga, Waterloo et Kitchener-Sud—Hespeler. 

## Historique
La circonscription de Kitchener-Centre est créée en 1996 à partir de Kitchener et Kitchener—Waterloo.
Lors du redécoupage électoral de 2022-2023, la circonscription perd au sud-ouest le territoire située entre le chemin Fischer-Hallman et le chemin Westmount Ouest comprise entre le chemin Highland Ouest et l'autoroute 7, ajoutée à la circonscription de Kitchener—Conestoga, mais gagne le territoire de la circonscription de Waterloo situé à l'est de la rue Woolwich incluant le parc Kiwanis. 

## Députés
| Législature                                               | Années        | Député            | Parti | Parti        |
| --------------------------------------------------------- | ------------- | ----------------- | ----- | ------------ |
| Kitchener-Centre issue de Kitchener et Kitchener—Waterloo |               |                   |       |              |
| 36e                                                       | 1997–2000     | Karen Redman      |       | Libéral      |
| 37e                                                       | 2000–2004     | Karen Redman      |       | Libéral      |
| 38e                                                       | 2004–2006     | Karen Redman      |       | Libéral      |
| 39e                                                       | 2006–2008     | Karen Redman      |       | Libéral      |
| 40e                                                       | 2008–2011     | Stephen Woodworth |       | Conservateur |
| 41e                                                       | 2011–2015     | Stephen Woodworth |       | Conservateur |
| 42e                                                       | 2015–2019     | Raj Saini         |       | Libéral      |
| 43e                                                       | 2019–2021     | Raj Saini         |       | Libéral      |
| 44e                                                       | 2021–2025     | Mike Morrice      |       | Vert         |
| 45e                                                       | 2025–en cours | Kelly DeRidder    |       | Conservateur |

## Résultats électoraux
|       | Candidat              | Parti              | # de voix | % des voix |
|       | (x) Stephen Woodworth | Conservateur       | +15 872,  | 30,36 %    |
|       | Raj Saini             | Libéral            | +25 504,  | 48,78 %    |
|       | Susan Cadell          | NPD                | +08 680,  | 16,6 %     |
|       | Nicholas Wendler      | Vert               | +01 597,  | 3,05 %     |
|       | Julian Ichim          | Marxiste-léniniste | +00112,   | 0,21 %     |
|       | Slavko Miladinovic    | Parti libertarien  | +00515,   | 0,99 %     |
| Total | Total                 | Total              | 52 280    | 100 %      |

|       | Candidat              | Parti              | # de voix | % des voix |
|       | (x) Stephen Woodworth | Conservateur       | +21 119,  | 42,48 %    |
|       | Karen Redman          | Libéral            | +15 592,  | 31,36 %    |
|       | Peter Thurley         | NPD                | +10 742,  | 21,61 %    |
|       | Byron Williston       | Vert               | +01 972,  | 3,97 %     |
|       | Mark Corbiere         | Marxiste-léniniste | +00092,   | 0,19 %     |
|       | Alan Rimmer           | Indépendant        | +00199,   | 0,4 %      |
| Total | Total                 | Total              | 49 716    | 100 %      |

|       | Candidat              | Parti        | # de voix | % des voix |
|       | (x) Stephen Woodworth | Conservateur | +16 480,  | 36,68 %    |
|       | Karen Redman          | Libéral      | +16 141,  | 35,92 %    |
|       | Oz Cole-Ornal         | NPD          | +08 152,  | 18,14 %    |
|       | John Bithell          | Vert         | +03 818,  | 8,5 %      |
|       | Martin Suter          | Communiste   | +00127,   | 0,28 %     |
|       | Amanda Lamka          | Indépendant  | +00215,   | 0,48 %     |
| Total | Total                 | Total        | 44 933    | 100 %      |